# Point Aconi
Point Aconi är en udde i Kanada.   Den ligger i provinsen Nova Scotia, i den östra delen av landet, 1 200 km öster om huvudstaden Ottawa.
Terrängen inåt land är platt. Havet är nära Point Aconi åt nordost. Runt Point Aconi är det ganska glesbefolkat, med 34 invånare per kvadratkilometer.. Närmaste större samhälle är Sydney Mines, 11,8 km söder om Point Aconi. 
I omgivningarna runt Point Aconi växer i huvudsak blandskog.